# Абул-Ганаїм Муслім ібн Махмуд аль-Шайзарі
Абул-Ганаїм Муслім ібн Махмуд аль-Шайзарі (Amīn al-Dīn Abu ʾl-Ghanāʾim Muslim ibn Maḥmūd al-Shayzarī, активний в 1201—1225) — єменський адіб і астроном сирійського походження.
Аль-Шайзарі народився в Дамаску у відомій родині мамелюків на службі Усами ібн Мункиза, правителя Шайзара в Сирії. Його батько ще був живий у 1169 році. Аль-Шайзарі пізніше перейшов до двору аль-Муїза Ісмаїла ібн Сугтігіна (правив у 1197—1201), айюбідського намісника Ємену. Він присвятив йому антологію у двадцяти п'яти розділах, «Аджаїб аль-аш'ар ва-гараїб аль-ахбар» (ʿAjāʾib al-ashʿār wa-gharāʾib al-akhbār), з якої зберігся єдиний середньовічний рукопис, датований 1291 роком, який зараз знаходиться в Пешаварі. У 1225 році він склав іншу антологію в шістнадцяти книгах, «Джамхарат аль-Іслам джат аль-натр ва-ль-нізам» (Jamharat al-Islām dhāt al-nathr wa ʾl-niẓām), для айюбідського намісника аль-Масуда Салаха аль-Діна Юсуфа (правив у 1215—1229). Він включив туди свої вірші та вірші свого сина Ахмада. Джамхарат зберігається в одному рукописі, датованому 1298 роком, який зараз знаходиться в Лейдені. Другою працею, присвяченою аль-Масуду, є «Адат аль-нужум» (ʿĀdāt al-nujūm), відома з рукопису, скопійованого в 1665 або 1666 роках, який зараз знаходиться в Сані. Це астрономічний альманах, подібний до Кордовського календаря. Він не був скомпільований для використання в Ємені.
Дата смерті Аль-Шайзарі невідома.